# システム科学
システム科学（システムかがく、英語：systems science. - systemology (greco. σύστημα - systema, λόγος - logos)）は、学際的な学問の領域の1つであり、自然、生命、医療、社会科学にわたる広範な領域で、複雑な対象を"システム"として把握し、対象固有の領域知としてではなく認識装置（epistemic device）としてのシステムモデルやシステム的性質（systemic properties）によって、対象を把握・分析し、またそれらを人工物としてデザインし、或は合成・分解・制御・マネージしようとする学問体系である。この学問は、多様な分野（工学、生物学、医学、社会科学など）に適用可能な、可能な限り学際的で異領域をつなぐ事のできる認識地図や諸モデルを構築することを目標としている。
具体的には、システム科学には、以下のような形式科学の分野が関連している -- 複雑系（complex systems）、サイバネティックス（cybernetics）、力学系理論（dynamical systems theory）、ソフトシステム方法論、エージェント・ベース・モデル。また学際的な学問領域として、システム科学は自然科学、社会科学および工学の応用領域も含む。例としては、制御理論（control theory）、オペレーションズ・リサーチ（operations research）、社会システム理論（social systems theory）、システム生物学（systems biology）、システムダイナミクス（systems dynamics）、システム生態学（systems ecology）、システム工学（systems engineering）、システム心理学（systems psychology）などがある。

## 歴史
システム的な考え方自体の端緒は、研究者によって様々な見解はあるが、古代ギリシャや紀元前のエジプトのピラミッド建設におけるプロジェクトマネジメントや工学まで遡ることができる。その後も、ライプニッツの哲学や熱力学など、各所にシステム的な考え方を見出すことができる。
また哲学者らは（科学や工学や技術の側では、それとは全く別にサイバネティックスの提唱と発展などがあった）、ルートヴィヒ・フォン・ベルタランフィの1945年（原著）の著書である『一般システム理論: その基礎・発展・応用』（General System Theory: Foundations, Development, Applications 、邦訳版はみすず書房ISBN 4-622-02522-1 ）に記された「一般システム理論」について研究を深めた。1954年にスタンフォード大学高等行動科学センター（Center for Advanced Study in the Behavioral Sciences）において着想され、1956年に一般システム協会が設立された。1988年には「スコープの範囲が拡がった」として、"International Society for the Systems Sciences" と名称を変更した。

## 理論

### 基礎理論
システム理論
システムの考え方自体の包括的理論研究。システムの一般理論（general theory of systems）と一般システムの理論（theory of general systems）の二つの流れがある。特に後者においては、システム特性を、代数学や圏論（category theory）における準同型を手がかりとして分類し、代表元を抽出して研究するというリサーチプログラムが確立された（抽象的システム理論 abstract systems theory)。

### 対象の特定のシステム特性に注目した研究分野
システムダイナミクス
システムダイナミクス（systems dynamics）とは、複雑系の動的振舞を分析するための方法論の一つである。システム全体に影響を与える時間遅延や内部フィードバック・ループを研究対象とする。また、コンピュータシミュレーションを利用するため、非線形な関係を極度に単純化することなく扱うことができる。他の社会システムを対象としたシステム思考をベースにした理論はサイバネティクスの考え方を取り入れているものが多いが、システムダイナミクスはサーボメカニズムの考え方をベースにしている点が大きな違いといえる（Richardson, 1991, p. 129）。また、ほかの複雑系の解析方法と違い、システムダイナミクスはフィードバック・ループ、フローやストックという概念を用いることで、外見上単純なシステムから生み出される複雑なふるまいをより効果的に分析可能である。
システム工学
システム工学（systems engineering）は複雑な人工システムの組織化および開発をテーマとする工学の学際分野である。システム工学はすでにあらゆる科学技術分野に浸透しており、数多くの大学において専門課程が設立されている。
生存可能システムアプローチ
生存可能システムアプローチ（viable systems approach, vSa）は、経営意思決定などあらゆる意思決定システムは、生物と同様の機能を有する必要があるとし、とりわけ神経系のメタファーを用いて組織分析を行う方法論である。

### 主体と対象との関係性及び対象自体の特性の両方に複合的にシステム概念を適用する分野
システム解析
システム解析（Systems analysis）は、経営フローなどをシステム的に表現・解析することを目的とする。主な応用は、コンピュータ上での情報システムを実装による業務改善や自動化である。オペレーションズ・リサーチとの関連性が深い。
システムデザイン
システムデザイン（Systems design）とは、指定した要求仕様を満たすために、コンピュータシステムのハードウェア・ソフトウェアアーキテクチャ、コンポーネント、モジュール、インターフェースおよびデータを定義する過程である。システム理論のコンピューティングへの応用だとも言える。
ソフトシステム方法論
ソフトシステム方法論（Soft Systems Methodology, SSM）は、組織プロセスをモデル化するための組織論の方法論である。一般的な問題解決や変革のマネジメントに用いられる。イングランドのランカスター大学システム学科が10年間のアクション・リサーチにより開発した。
エージェントベース社会システム科学（Agent-Based Social Systems Sciences, ABSSS）
今日は、意思決定問題及び政策意思決定プロセスがともに複雑化しているのが特徴的である。こうした状況を複合的にサポートするべ く、（1）エージェントベース・アプローチに基づく社会システム理論の再構築を図り、（2）革新的なシミュレーション言語とその技法の開発を推し進め、（3）これらの社会システム理論とシミュレーションツールを用いて斬新な実証分析を行い積極的に社会的提言を発信することを目的として提唱されたのが、 ABSSS である。
サービス科学
サービス科学（Service science, management and engineering (SSME)）における価値の協創（value co-creation）の研究が個別分野に限定されないことから、システム科学は SSME の理論的核をなす。このことをより明示的にし、サービス科学のことをサービスシステム科学（Service systems science）と呼ぶこともある。

## 分野
今日、システム科学は、その学際的特徴より、極めて多様な分野に応用されている。
| - カオス理論 (Chaos theory) - 複雑系 (Complex systems) - サイバネティックス (Cybernetics) - バイオサイバネティックス (Biocybernetics) - エンジニアリングサイバネティックス (Engineering cybernetics) - マネジメントサイバネティックス (Management cybernetics) - メディカルサイバネティックス (Medical cybernetics) - 新サイバネティックス (New cybernetics) - 二次サイバネティックス (Second-order cybernetics) - 制御理論 (Control theory) - 感情統御理論 (Affect control theory) - 制御工学 (Control engineering) - 制御システム (Control systems) - 力学系 (Dynamical systems) - 知覚制御理論 (Perceptual control theory) - オペレーションズ・リサーチ (Operations research) - システム生物学 (Systems biology) - 計算システム生物学 (Computational systems biology) - 合成生物学 (Synthetic biology) - システム免疫学 (Systems immunology) - システムダイナミクス (Systems dynamics) - 社会動学 (Social dynamics) - システム生態学 (Systems ecology) - 生態系生態学 (Ecosystem ecology) | - システム工学 (Systems engineering) - 生物システム工学 (Biological systems engineering) - 地球システムマネジメント工学 (Earth systems engineering and management, ESEM) - 企業システム工学 (Enterprise systems engineering) - システム解析 (Systems analysis) - 人間工学 (Ergonomics) - 人類学におけるシステム理論 (Systems theory in anthropology) - システム理論 (Systems theory) - バイオケミカルシステム理論 (Biochemical systems theory) - 一般システム理論 (General systems theory) - 家族療法 (Family systems theory) - 生態システム理論(社会福祉援助技術,ソーシャルワーク#機能主義) (Ecological systems theory) - 発生システム理論 (Developmental systems theory) - リビングシステム理論 (Living systems theory) - LTIシステム理論 (LTI system theory) - 社会技術システム論 (Sociotechnical systems theory) - 数理的システム理論 (Mathematical system theory) - 世界システム論 (World-systems theory) - 社会学におけるシステム理論 - タルコット・パーソンズ (Talcott Parsons) - ニクラス・ルーマン (Niklas Luhmann) |

## 組織
数ある学会の中で、最も顕著に学際的、かつ統合的にシステム科学の研究を推進しているのが The International Society for the Systems Sciences（ISSS）である。メンバーは、学術、ビジネス、政府、そして非営利組織と広範囲にわたり、５０年余りにわたって複雑系の科学的研究からコミュニティー発展や経営への相互作用アプローチまで極めて学際的に取り組んでいる。さらに、ノーベル化学賞受賞者であるイリヤ・プリゴジンをはじめとして、そうそうたる面々が会長を歴任している。日本国内では、ISSS に直結した拠点として東京工業大学の知能システム科学専攻、価値システム専攻がある。2007 年には日本人で唯一会長に選出されている木嶋恭一のもと、東京工業大学において東京大会が開催された。
今日では、システム科学は世界中で非常に多数の学会・研究機関により推進されている。こうした多数の国際・地域学会間の国際連合として1981年に設立された非営利の科学・教育機関が International Federation for Systems Research（IFSR）である。様々な国からの30もの組織のメンバーからなる。IFSRの総合的な目的は、学会間の関係強化と創発的意見交換を通じて、サイバネティックスやシステムズリサーチ、システムズアプリケーションを学会の枠を超えて推進することである。２年に一度各学会・テーマの専門家を参加者として開催される対話（conversation）が主な活動であるが、一度だけ2005年に神戸で世界大会が開催された。
システム科学の分野で最もよく知られている研究所はサンタフェ研究所（Santa Fe Institute, SFI）である。サンタフェ研究所はアメリカのニューメキシコのサンタフェに位置し、複雑系の研究に注力している。この研究所 は1984年、ジョージ・コーワン（George Cowan）、デイヴィッド・パインズ（David Pines）、スターリング・コルゲート（Stirling Colgate）、マレー・ゲルマン（Murray Gell-Mann）、ニック・メトロポリス（Nick Metropolis）、ハーブ・アンダーソン（Herb Anderson）、ピーター・A・カルザース（Peter A. Carruthers）、そしてリチャード・スランスキー（Richard Slansky）らによって設立された。パインズとゲルマンをのぞく全員がロスアラモス国立研究所の科学者である。SFIの元々の使命は、別々な学際的な研究領域、複雑性科学（complexity science）としてSFIにおいて引用される複雑適応系の分野、の考えを広めることであった。
日本国内では、21世紀COEプログラムで 「エージェントベース社会システム科学の創出」が採択され、A 評価を得ている。これに伴い、エージェントベース社会システム科学をさらに拡める目的で、エージェントベース社会システム科学研究センター（CABSSS）が2005年4月に設立された。

## 関連文献
- B. A. Bayraktar, Education in Systems Science, 1979, 369 pp.
- Kenneth D. Bailey, "Fifty Years of Systems Science:Further Reflections", Systems Research and Behavioral Science, 22, 2005, pp. 355–361.
- Robert L. Flood, Ewart R Carson, Dealing with Complexity: An Introduction to the Theory and Application of Systems Science, 1988.
- George J. Klir, Facets of Systems Science, Plenum Press, 1991.
- Ervin László, Systems Science and World Order: Selected Studies, 1983.
- Mihajlo D. Mesarovic and Yasuhiro Takahara, Abstract Systems Theory, Springer, 1989.
- Anatol Rapoport (ed.), General Systems: Yearbook of the Society for the Advancement of General Systems Theory, Society for General Systems Research, Vol 1., 1956.
- Li D. Xu, "The contributions of Systems Science to Information Systems Research", Systems Research and Behavioral Science, 17, 2000, pp. 105–116.
- George P Richardson, "Feedback Thought in Social Science and Systems Theory." 1991, Pegasus Communications. ISBN 1-883823-46-3.
- Graeme Donald Snooks, "A general theory of complex living systems: Exploring the demand side of dynamics", Complexity, vol. 13, no. 6, July/August 2008.
- John N. Warfield,  "A proposal for Systems Science", Systems Research and Behavioral Science, 20, 2003, pp. 507–520.

### 主要国際学会・専門的ポータルなど
- International Federation for Systems Research (IFSR)
- International Society for the System Sciences (ISSS)
- Principia Cybernetica Web
- Guide to the Systems Engineering Body of Knowledge (SEBoK) v. 0.5
- Portal:Systems_science -- Wikipedia

### 国内研究拠点
- 東京工業大学 社会理工学研究科 価値システム専攻
- 東京工業大学 総合理工学研究科 知能システム科学専攻
- 早稲田大学 創造理工学研究科 経営システム工学専攻
- エージェントベース社会システム科学研究センター（CABSSS）
- 社会シミュレーション研究所